# Coupe de l'UFOA
Ne doit pas être confondu avec Coupe des nations de l'UFOA.
La Coupe de l'UFOA, aussi connue sous le nom de Coupe Général Eyadéma, est une compétition de football opposant les meilleurs clubs des championnats affiliés à l'Union des fédérations ouest-africaines de football qui ne sont pas qualifiés pour des compétitions de la Confédération africaine de football.

## Histoire
La Coupe de l'UFOA créée en 1977 voit s'affronter les vice-champions des championnats des pays membres de l'UFOA. 
L'édition 2000 n'est jamais terminée pour raisons financières ce qui entraîne un abandon de la compétition. En 2009, le tournoi est reconduit et oppose les meilleurs clubs non qualifiés pour la Ligue des champions de la CAF ou la Coupe de la CAF. La phase finale se joue en décembre à Lomé, au Togo.

## Palmarès
Les finales sont jouées en matchs aller-retour de 1979 à 1997.
| Année                                 | Vainqueur                 | Finaliste                 | Score                     | Notes                     |
| ------------------------------------- | ------------------------- | ------------------------- | ------------------------- | ------------------------- |
| 1977                                  | Stade d'Abidjan           | Kaloum Star               |                           |                           |
| 1978                                  | ASFA Dakar                | Entente II Lomé           | 1 - 0                     |                           |
| 1979                                  | AS Police                 | Enugu Rangers             | 2 - 1                     |                           |
| 1979                                  | AS Police                 | Enugu Rangers             | 0 - 0                     |                           |
| 1980                                  | AS Police                 | Sharks Football Club      | 2 - 0                     |                           |
| 1980                                  | AS Police                 | Sharks Football Club      | 0 - 1                     |                           |
| 1981                                  | Stella Club d'Adjamé      | AS Police                 | 1 - 3                     |                           |
| 1981                                  | Stella Club d'Adjamé      | AS Police                 | 4 - 0                     |                           |
| 1982                                  | Sekondi Hasaacas          | Spartans Owerri FC        | 1 - 0                     |                           |
| 1982                                  | Sekondi Hasaacas          | Spartans Owerri FC        | 0 - 0                     |                           |
| 1983                                  | New Nigeria Bank FC       | Sekondi Hasaacas          | 2 - 0                     |                           |
| 1983                                  | New Nigeria Bank FC       | Sekondi Hasaacas          | 0 - 0                     |                           |
| 1984                                  | New Nigeria Bank FC       | Stade malien              | 3 - 2                     |                           |
| 1984                                  | New Nigeria Bank FC       | Stade malien              | 1 - 0                     |                           |
| 1985                                  | Africa Sports             | Ifodje Atakpamé           | 3 - 0                     |                           |
| 1985                                  | Africa Sports             | Ifodje Atakpamé           | 2 - 0                     |                           |
| 1986                                  | Africa Sports             | Asante Kotoko             | 2 - 0                     |                           |
| 1986                                  | Africa Sports             | Asante Kotoko             | 0 - 2                     | 6 - 5 t.a.b.              |
| 1987                                  | Cornerstones FC           | Stella Club d'Adjamé      | 1 - 1                     |                           |
| 1987                                  | Cornerstones FC           | Stella Club d'Adjamé      | 1 - 1                     | 4 - 2 t.a.b.              |
| 1988                                  | ASFAG                     | New Nigeria Bank FC       | 1 - 2                     |                           |
| 1988                                  | ASFAG                     | New Nigeria Bank FC       | 1 - 0                     | [ 3 ]                     |
| 1989                                  | Ranchers Bees             | ASEC Abidjan              | 3 - 1                     |                           |
| 1989                                  | Ranchers Bees             | ASEC Abidjan              | 1 - 2                     |                           |
| 1990                                  | ASEC Abidjan              | Djoliba AC                | 1 - 0                     |                           |
| 1990                                  | ASEC Abidjan              | Djoliba AC                | 1 - 1                     |                           |
| 1991                                  | Africa Sports             | Lobi Bank                 | 1 - 1                     |                           |
| 1991                                  | Africa Sports             | Lobi Bank                 | 2 - 1                     |                           |
| 1992                                  | Stade malien              | Hafia FC                  | 1 - 0                     |                           |
| 1992                                  | Stade malien              | Hafia FC                  | 3 - 0                     |                           |
| 1993                                  | Bendel Insurance          | Mogas 90                  | 1 - 1                     |                           |
| 1993                                  | Bendel Insurance          | Mogas 90                  | 2 - 0                     |                           |
| 1994                                  | Bendel Insurance          | Plateau United            | 1 - 0                     |                           |
| 1994                                  | Bendel Insurance          | Plateau United            | 1 - 1                     |                           |
| 1995                                  | Bendel Insurance          | Africa Sports             | 4 - 1                     |                           |
| 1995                                  | Bendel Insurance          | Africa Sports             | 1 - 1                     |                           |
| 1996                                  | ASFAN                     | East End Lions            | 0 - 3                     |                           |
| 1996                                  | ASFAN                     | East End Lions            | 4 - 0                     |                           |
| 1997                                  | Ghapoha United            | JS Ténéré                 | 0 - 1                     |                           |
| 1997                                  | Ghapoha United            | JS Ténéré                 | 2 - 0                     |                           |
| 1998                                  | Shooting Stars FC         | JS Ténéré                 | 2 - 0                     |                           |
| 1999                                  | ASFA Yennenga             | Stade d'Abidjan           | 3 - 2                     |                           |
| 2000                                  | Compétition non terminée. | Compétition non terminée. | Compétition non terminée. | Compétition non terminée. |
| Compétition abandonnée de 2001 à 2008 |                           |                           |                           |                           |
| 2009                                  | Horoya AC                 | ASC HLM                   | 3 - 2                     |                           |
| 2010                                  | Sharks Football Club      | Casa Sport                | 1-0                       |                           |
| 2011                                  | Dynamic Togolais          | Gamtel FC                 | 2-1                       |                           |
| Compétition abandonnée de 2012 à 2016 |                           |                           |                           |                           |
| 2017                                  | AS Tanda                  | US Gorée                  | 2 - 0                     |                           |